# Bojan Veličković
Bojan Veličković, född 18 december 1988 i Novi Sad, är en serbisk MMA-utövare som sedan 2016 tävlar i organisationen Ultimate Fighting Championship.